# Universal Disk Format
UDF (англ. Universal Disk Format, универсальный дисковый формат) — спецификация формата файловой системы, не зависящей от операционной системы, для хранения файлов на оптических носителях. UDF является реализацией стандарта ISO/IEC 13346 (известного также как ECMA-167). Формат UDF призван заменить ISO 9660. UDF разработан и развивается Optical Storage Technology Association (см. также http://www.osta.org Архивная копия от 6 мая 2021 на Wayback Machine).
Универсальность и поддержка в разных ОС позволяет использовать UDF как файловую систему не только для оптических дисков, но и для других сменных носителей, таких как флеш-накопители и переносные жёсткие диски.

## Возможности
UDF позволяет дозаписывать файлы на диски CD-R или CD-RW по одному файлу без существенных потерь дискового пространства. Также UDF учитывает возможность выборочного стирания некоторых файлов на перезаписываемых носителях CD-RW, освобождая место на диске.
Метаданные файловой системы, такие как корневой каталог, могут находиться где угодно на диске, «корень» метаданных должен находиться в двух из трёх следующих мест: сектор 256, сектор (N − 257) и (N − 1), где N — размер дорожки.
UDF также лучше подходит для DVD, так как имеет лучшую поддержку для дисков большого объёма — нет ограничения в 2 и 4 ГБ на размер файла.

## Версии и поддержка
Существует несколько версий формата UDF:
- 1.02 (30 августа 1996 г.) Изначально предназначался для записи DVD-Video и DVD-Аudio (поддерживается Windows 98, многими версиями ОС корпорации Apple, возможно использовать для DVD-RAM и магнитооптических дисков);
- 1.50 (4 февраля 1997 г.) Добавлена поддержка (виртуальной) перезаписи CD-R/DVD-R при помощи введения VAT (Virtual Allocation Table). Добавлены резервные таблицы файлов для определения повреждений на перезаписываемых оптических дисках (поддерживается Windows 2000, Linux 2.4, Mac OS 9);
- 2.0 (3 апреля 1998 г.) Добавлена поддержка потоковых файлов и файлов реального времени (для записи DVD), упрощено управление каталогами, расширена поддержка VAT.
- 2.01 (15 марта 2000 г.) Исправлено большое количество ошибок. Много неоднозначностей стандарта UDF было разъяснено в этой версии (поддерживается Windows XP, Linux 2.6; может быть несовместима с Mac OS);
- 2.50 (30 апреля 2003 г.) Добавлен раздел метаданных, облегчающий группировку метаданных, упрощение восстановления данных и опциональное дублирование информации файловой системы (поддерживается начиная с Windows Vista, Linux 2.6, OpenBSD 4.7; может быть несовместим с более ранними версиями Windows и др. платформами);
- 2.60 (1 марта 2005 г.) Добавлен метод псевдоперезаписи на последовательно записанных дисках (поддерживается начиная с Windows Vista, Mac OS X 10.5, NetBSD, OpenBSD 4.7).

Для разрабатываемых будущих версий UDF обсуждаются возможности использования UDF для очень больших жёстких дисков и голографических носителей.
ОС Microsoft Windows XP имеет поддержку UDF версий 1.02, 1.5 и 2.01 по чтению(хотя имеется сторонний драйвер, добавляющий поддержку UDF 2.50 только для чтения). При установке программы InCD Архивная копия от 27 марта 2008 на Wayback Machine или другой подобной программы с дисками CD-RW и DVD-RW можно работать как с дискетами большого объёма. Можно читать, записывать, удалять, переименовывать файлы, то есть непосредственно совершать с ними все доступные операции в интерактивном режиме без выполнения специальных команд.
ОС Microsoft Windows Vista и Windows 7 содержат штатное средство для использования оптических дисков в интерактивном режиме при выборе способа записи на диск «Live File System» (LFS) в противоположность пакетному режиму «Mastered».
Linux также поддерживает данную файловую систему. Для создания диска с данной файловой системой можно использовать почти любую современную версию программ для создания образов и/или записи данных на CD/DVD, а при использовании udftools можно форматировать диски в файловую систему UDF и также пользоваться ими как дискетами большого объёма.
Более подробно о поддержке разных версий UDF различными ОС см. таблицу (англ.)

## Использование на носителях

### Оптические носители
- Blu-ray и версия DVD-дисков с AVCHD используют UDF 2.50 или UDF 2.60
- DVD-Video используют версию UDF 1.02. Эти диски обычно содержат так называемый формат UDF Bridgе с двумя файловыми системами ISO 9660 (Level 1) и UDF 1.02 на одном носителе.
- Формат Philips DVD+VR использует UDF 1.02 и ISO 9660 для дисков DVD+R и DVD+RW.
- Формат DVD Forum DVD-VR использует UDF 2.00 для дисков DVD-R, DVD-RW и DVD-RAM.

DVD-диск, читаемый видеоплеерами (а не только компьютерами), должен иметь файловую систему UDF с дополнительными ограничениями. Так, например, не допускаются фрагментированные файлы.

### Другие носители
Несмотря на то, что UDF-формат изначально создавался для применения на оптических носителях, существует возможность создания разделов с файловой системой UDF на жестких дисках или флеш-накопителях в ОС GNU/Linux, Windows Vista, Windows 7, MacOS X. В Windows XP существует частичная поддержка UDF-разделов, такие устройства будут доступны только для чтения.
UDF возможно использовать как кросс-платформенную альтернативу файловой системе FAT. В отличие от последней, у UDF существует поддержка файлов размером более 4 ГБ. Кроме того, часть ключевых патентов для FAT принадлежит Microsoft, что может привести к проблемам в её использовании.